# Kiyacursor longipes
Kiyacursor longipes (que significa "corredor del río Kiya de pies largos") es la única especie conocida del género extinto Kiyacursor de dinosaurio terópodo noasáurido que vivió a mediados del período Cretácico, hace aproximadamente entre 121 a 113 millones de años, durante el Aptiense, en lo que es hoy Asia. Sus fósiles fueron encontrados en la Formación Ilek del Cretácico Inferior de Rusia. Es conocido a partir de un esqueleto parcial. Kiyacursor representa el primer ceratosaurio del Cretácico Inferior descubierto en Asia, así como el segundo terópodo no aviar nombrado en Rusia, después de Kileskus en 2010.

## Descripción

Tamaño comparativo de Kiyacursor comparado con un humano.

Averianov et al. estimaron la longitud del cuerpo de Kiyacursor en 2,50 m. Basándose en estudios histológicos, sugirieron que el individuo holotipo era un subadulto inmaduro cuando murió, habiendo vivido no más de tres años. Como tal, habría sido más grande en la edad adulta. El tercer metatarsiano de Kiyacursor es grande y el segundo metatarsiano está significativamente reducido. Se observa una morfología similar en los parientes Elaphrosaurus y Limusaurus, así como en el avestruz existente. Esto sugiere que Kiyacursor probablemente poseía habilidades cursoriales notables, siendo capaz de correr a altas velocidades.

## Descubrimiento e investigación

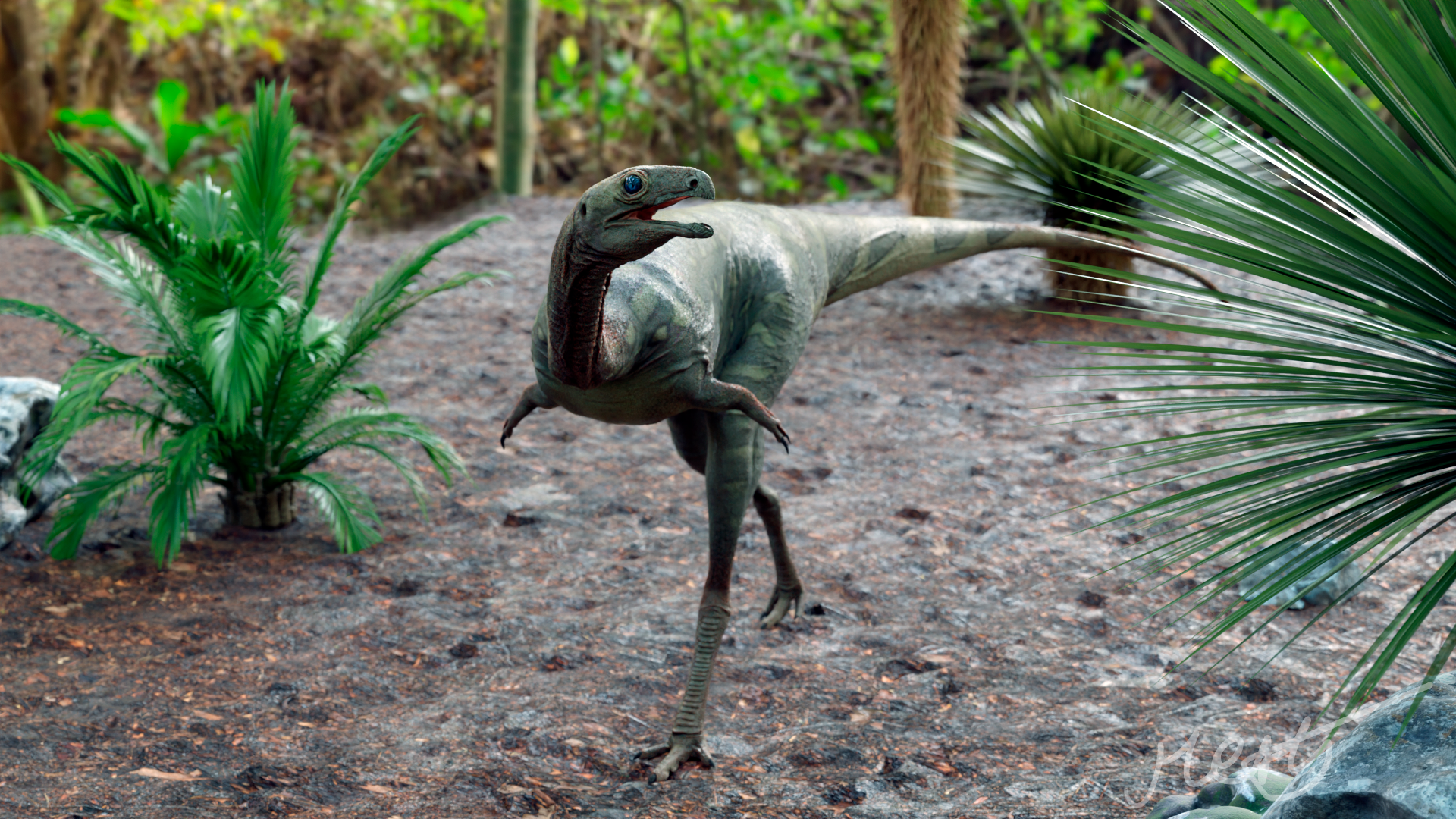
Recreación

El espécimen holotipo de Kiyacursor, KOKM 5542, fue descubierto en el verano de 2023 en sedimentos de la Formación Ilek (localidad de Shestakovo 1) junto al río Kiya en el Óblast de Kemerovo, Rusia. El espécimen consta de un esqueleto incompleto, que incluye vértebras cervicales y caudales, costillas cervicales y dorsales, un escapulocoracoide izquierdo, húmero y gran parte de ambas extremidades posteriores articuladas. Una vértebra cervical parcial asignada de Kiyacursor, PIN 329/16, fue descrita por primera vez en 2023 por Averianov y Lopatin como perteneciente a un dinosaurio similar a unterizinosáurido basal como Falcarius.
A principios de 2024, el nombre "Kiyacursor" (alternativamente escrito "Kyacursor") se mencionó por primera vez en fuentes en línea, incluida la prensa y las redes sociales, pero siguió siendo un nomen nudum ya que la descripción revisada por pares aún no se había publicado.
Más tarde ese año, Averianov y sus colegas describieron formalmente a Kiyacursor longipes como un nuevo género y especie de terópodo noasáurido basado en estos restos fósiles. El nombre genérico, Kiyacursor, combina una referencia al río Kiya cercano de la localidad tipo con la palabra latina "cursor", que significa "corredor". El nombre específico, longipes, combina las palabras latinas "longus", que significa "largo", y "pes", que significa "pie".

## Clasificación
En el estricto árbol de consenso de sus análisis filogenéticos, Averianov et al. encontraron a Kiyacursor en un clado de noasáuridos basales junto con Afromimus y un espécimen sin nombre de la Formación Eumeralla de Australia,que a su vez, es el taxón hermano del clado formado por Noasaurinae y Elaphrosaurinae.

### Filogenia
Estos resultados se muestran en el cladograma a continuación.

|  | Afromimus                       |
|  |                                 |
|  | Kiyacursor                      |
|  |                                 |
|  | Taxon de la Formación Eumeralla |
|  |                                 |

|  | Vespersaurus                                                |
|  |                                                             |
|  | \| \| Masiakasaurus \| \| \| \| \| \| Noasaurus \| \| \| \| |
|  |                                                             |
|  | Masiakasaurus                                               |
|  |                                                             |
|  | Noasaurus                                                   |
|  |                                                             |

|  | Masiakasaurus |
|  |               |
|  | Noasaurus     |
|  |               |

|  | Limusaurus                                                                            |
|  |                                                                                       |
|  | \| \| CCG 20011 (noasaurido de Shaximiao) \| \| \| \| \| \| Elaphrosaurus \| \| \| \| |
|  |                                                                                       |
|  | CCG 20011 (noasaurido de Shaximiao)                                                   |
|  |                                                                                       |
|  | Elaphrosaurus                                                                         |
|  |                                                                                       |

|  | CCG 20011 (noasaurido de Shaximiao) |
|  |                                     |
|  | Elaphrosaurus                       |
|  |                                     |

|  | Limusaurus                                                                            |
|  |                                                                                       |
|  | \| \| CCG 20011 (noasaurido de Shaximiao) \| \| \| \| \| \| Elaphrosaurus \| \| \| \| |
|  |                                                                                       |
|  | CCG 20011 (noasaurido de Shaximiao)                                                   |
|  |                                                                                       |
|  | Elaphrosaurus                                                                         |
|  |                                                                                       |

|  | CCG 20011 (noasaurido de Shaximiao) |
|  |                                     |
|  | Elaphrosaurus                       |
|  |                                     |

|  | Vespersaurus                                                |
|  |                                                             |
|  | \| \| Masiakasaurus \| \| \| \| \| \| Noasaurus \| \| \| \| |
|  |                                                             |
|  | Masiakasaurus                                               |
|  |                                                             |
|  | Noasaurus                                                   |
|  |                                                             |

|  | Masiakasaurus |
|  |               |
|  | Noasaurus     |
|  |               |

|  | Limusaurus                                                                            |
|  |                                                                                       |
|  | \| \| CCG 20011 (noasaurido de Shaximiao) \| \| \| \| \| \| Elaphrosaurus \| \| \| \| |
|  |                                                                                       |
|  | CCG 20011 (noasaurido de Shaximiao)                                                   |
|  |                                                                                       |
|  | Elaphrosaurus                                                                         |
|  |                                                                                       |

|  | CCG 20011 (noasaurido de Shaximiao) |
|  |                                     |
|  | Elaphrosaurus                       |
|  |                                     |

|  | Limusaurus                                                                            |
|  |                                                                                       |
|  | \| \| CCG 20011 (noasaurido de Shaximiao) \| \| \| \| \| \| Elaphrosaurus \| \| \| \| |
|  |                                                                                       |
|  | CCG 20011 (noasaurido de Shaximiao)                                                   |
|  |                                                                                       |
|  | Elaphrosaurus                                                                         |
|  |                                                                                       |

|  | CCG 20011 (noasaurido de Shaximiao) |
|  |                                     |
|  | Elaphrosaurus                       |
|  |                                     |

|  | Afromimus                       |
|  |                                 |
|  | Kiyacursor                      |
|  |                                 |
|  | Taxon de la Formación Eumeralla |
|  |                                 |

|  | Vespersaurus                                                |
|  |                                                             |
|  | \| \| Masiakasaurus \| \| \| \| \| \| Noasaurus \| \| \| \| |
|  |                                                             |
|  | Masiakasaurus                                               |
|  |                                                             |
|  | Noasaurus                                                   |
|  |                                                             |

|  | Masiakasaurus |
|  |               |
|  | Noasaurus     |
|  |               |

|  | Limusaurus                                                                            |
|  |                                                                                       |
|  | \| \| CCG 20011 (noasaurido de Shaximiao) \| \| \| \| \| \| Elaphrosaurus \| \| \| \| |
|  |                                                                                       |
|  | CCG 20011 (noasaurido de Shaximiao)                                                   |
|  |                                                                                       |
|  | Elaphrosaurus                                                                         |
|  |                                                                                       |

|  | CCG 20011 (noasaurido de Shaximiao) |
|  |                                     |
|  | Elaphrosaurus                       |
|  |                                     |

|  | Limusaurus                                                                            |
|  |                                                                                       |
|  | \| \| CCG 20011 (noasaurido de Shaximiao) \| \| \| \| \| \| Elaphrosaurus \| \| \| \| |
|  |                                                                                       |
|  | CCG 20011 (noasaurido de Shaximiao)                                                   |
|  |                                                                                       |
|  | Elaphrosaurus                                                                         |
|  |                                                                                       |

|  | CCG 20011 (noasaurido de Shaximiao) |
|  |                                     |
|  | Elaphrosaurus                       |
|  |                                     |

|  | Vespersaurus                                                |
|  |                                                             |
|  | \| \| Masiakasaurus \| \| \| \| \| \| Noasaurus \| \| \| \| |
|  |                                                             |
|  | Masiakasaurus                                               |
|  |                                                             |
|  | Noasaurus                                                   |
|  |                                                             |

|  | Masiakasaurus |
|  |               |
|  | Noasaurus     |
|  |               |

|  | Limusaurus                                                                            |
|  |                                                                                       |
|  | \| \| CCG 20011 (noasaurido de Shaximiao) \| \| \| \| \| \| Elaphrosaurus \| \| \| \| |
|  |                                                                                       |
|  | CCG 20011 (noasaurido de Shaximiao)                                                   |
|  |                                                                                       |
|  | Elaphrosaurus                                                                         |
|  |                                                                                       |

|  | CCG 20011 (noasaurido de Shaximiao) |
|  |                                     |
|  | Elaphrosaurus                       |
|  |                                     |

|  | Limusaurus                                                                            |
|  |                                                                                       |
|  | \| \| CCG 20011 (noasaurido de Shaximiao) \| \| \| \| \| \| Elaphrosaurus \| \| \| \| |
|  |                                                                                       |
|  | CCG 20011 (noasaurido de Shaximiao)                                                   |
|  |                                                                                       |
|  | Elaphrosaurus                                                                         |
|  |                                                                                       |

|  | CCG 20011 (noasaurido de Shaximiao) |
|  |                                     |
|  | Elaphrosaurus                       |
|  |                                     |

|  | Afromimus                       |
|  |                                 |
|  | Kiyacursor                      |
|  |                                 |
|  | Taxon de la Formación Eumeralla |
|  |                                 |

|  | Vespersaurus                                                |
|  |                                                             |
|  | \| \| Masiakasaurus \| \| \| \| \| \| Noasaurus \| \| \| \| |
|  |                                                             |
|  | Masiakasaurus                                               |
|  |                                                             |
|  | Noasaurus                                                   |
|  |                                                             |

|  | Masiakasaurus |
|  |               |
|  | Noasaurus     |
|  |               |

|  | Limusaurus                                                                            |
|  |                                                                                       |
|  | \| \| CCG 20011 (noasaurido de Shaximiao) \| \| \| \| \| \| Elaphrosaurus \| \| \| \| |
|  |                                                                                       |
|  | CCG 20011 (noasaurido de Shaximiao)                                                   |
|  |                                                                                       |
|  | Elaphrosaurus                                                                         |
|  |                                                                                       |

|  | CCG 20011 (noasaurido de Shaximiao) |
|  |                                     |
|  | Elaphrosaurus                       |
|  |                                     |

|  | Limusaurus                                                                            |
|  |                                                                                       |
|  | \| \| CCG 20011 (noasaurido de Shaximiao) \| \| \| \| \| \| Elaphrosaurus \| \| \| \| |
|  |                                                                                       |
|  | CCG 20011 (noasaurido de Shaximiao)                                                   |
|  |                                                                                       |
|  | Elaphrosaurus                                                                         |
|  |                                                                                       |

|  | CCG 20011 (noasaurido de Shaximiao) |
|  |                                     |
|  | Elaphrosaurus                       |
|  |                                     |

|  | Vespersaurus                                                |
|  |                                                             |
|  | \| \| Masiakasaurus \| \| \| \| \| \| Noasaurus \| \| \| \| |
|  |                                                             |
|  | Masiakasaurus                                               |
|  |                                                             |
|  | Noasaurus                                                   |
|  |                                                             |

|  | Masiakasaurus |
|  |               |
|  | Noasaurus     |
|  |               |

|  | Limusaurus                                                                            |
|  |                                                                                       |
|  | \| \| CCG 20011 (noasaurido de Shaximiao) \| \| \| \| \| \| Elaphrosaurus \| \| \| \| |
|  |                                                                                       |
|  | CCG 20011 (noasaurido de Shaximiao)                                                   |
|  |                                                                                       |
|  | Elaphrosaurus                                                                         |
|  |                                                                                       |

|  | CCG 20011 (noasaurido de Shaximiao) |
|  |                                     |
|  | Elaphrosaurus                       |
|  |                                     |

|  | Limusaurus                                                                            |
|  |                                                                                       |
|  | \| \| CCG 20011 (noasaurido de Shaximiao) \| \| \| \| \| \| Elaphrosaurus \| \| \| \| |
|  |                                                                                       |
|  | CCG 20011 (noasaurido de Shaximiao)                                                   |
|  |                                                                                       |
|  | Elaphrosaurus                                                                         |
|  |                                                                                       |

|  | CCG 20011 (noasaurido de Shaximiao) |
|  |                                     |
|  | Elaphrosaurus                       |
|  |                                     |

|  | Afromimus                       |
|  |                                 |
|  | Kiyacursor                      |
|  |                                 |
|  | Taxon de la Formación Eumeralla |
|  |                                 |

|  | Vespersaurus                                                |
|  |                                                             |
|  | \| \| Masiakasaurus \| \| \| \| \| \| Noasaurus \| \| \| \| |
|  |                                                             |
|  | Masiakasaurus                                               |
|  |                                                             |
|  | Noasaurus                                                   |
|  |                                                             |

|  | Masiakasaurus |
|  |               |
|  | Noasaurus     |
|  |               |

|  | Limusaurus                                                                            |
|  |                                                                                       |
|  | \| \| CCG 20011 (noasaurido de Shaximiao) \| \| \| \| \| \| Elaphrosaurus \| \| \| \| |
|  |                                                                                       |
|  | CCG 20011 (noasaurido de Shaximiao)                                                   |
|  |                                                                                       |
|  | Elaphrosaurus                                                                         |
|  |                                                                                       |

|  | CCG 20011 (noasaurido de Shaximiao) |
|  |                                     |
|  | Elaphrosaurus                       |
|  |                                     |

|  | Limusaurus                                                                            |
|  |                                                                                       |
|  | \| \| CCG 20011 (noasaurido de Shaximiao) \| \| \| \| \| \| Elaphrosaurus \| \| \| \| |
|  |                                                                                       |
|  | CCG 20011 (noasaurido de Shaximiao)                                                   |
|  |                                                                                       |
|  | Elaphrosaurus                                                                         |
|  |                                                                                       |

|  | CCG 20011 (noasaurido de Shaximiao) |
|  |                                     |
|  | Elaphrosaurus                       |
|  |                                     |

|  | Vespersaurus                                                |
|  |                                                             |
|  | \| \| Masiakasaurus \| \| \| \| \| \| Noasaurus \| \| \| \| |
|  |                                                             |
|  | Masiakasaurus                                               |
|  |                                                             |
|  | Noasaurus                                                   |
|  |                                                             |

|  | Masiakasaurus |
|  |               |
|  | Noasaurus     |
|  |               |

|  | Limusaurus                                                                            |
|  |                                                                                       |
|  | \| \| CCG 20011 (noasaurido de Shaximiao) \| \| \| \| \| \| Elaphrosaurus \| \| \| \| |
|  |                                                                                       |
|  | CCG 20011 (noasaurido de Shaximiao)                                                   |
|  |                                                                                       |
|  | Elaphrosaurus                                                                         |
|  |                                                                                       |

|  | CCG 20011 (noasaurido de Shaximiao) |
|  |                                     |
|  | Elaphrosaurus                       |
|  |                                     |

|  | Limusaurus                                                                            |
|  |                                                                                       |
|  | \| \| CCG 20011 (noasaurido de Shaximiao) \| \| \| \| \| \| Elaphrosaurus \| \| \| \| |
|  |                                                                                       |
|  | CCG 20011 (noasaurido de Shaximiao)                                                   |
|  |                                                                                       |
|  | Elaphrosaurus                                                                         |
|  |                                                                                       |

|  | CCG 20011 (noasaurido de Shaximiao) |
|  |                                     |
|  | Elaphrosaurus                       |
|  |                                     |

## Paleoecología
Kiyacursor se encontró en afloramientos de la Formación Ilek, que data del Aptiano del Cretácico Inferior. Otros dinosaurios nombrados procedentes de la formación incluyen el ceratopsiano basal Psittacosaurus sibiricus y el saurópodo somfospondilano Sibirotitan. También se han descubierto restos de aves (Evgenavis y Mystiornis) y dinosaurios indeterminados (incluidos terópodos, saurópodos y estegosaurios). De la formación también se conocen pterosaurios fósiles, crocodilomorfos, tortugas, lagartos, varios sinápsidos (incluidos mamaliaformes) y anfibios. Muchos de estos animales representan poblaciones relictas de grupos conocidos del Jurásico, lo que sugiere que esta zona de Siberia era un refugio para ellos.